# Miconia cundinamarcencis
Miconia cundinamarcencis es una especie de arbusto de la familia de las melastomáceas, endémica de  los Andes de Colombia, que se encuentra entre los 960 y 3.300 m de altitud.

## Descripción
Alcanza 11 m de altura; corteza lisa clara, madera blanca. Pecíolos de 0,7 a 1 cm de longitud. Hojas de 4 a 7 cm de longitud por 2,5 a 4,5 cm de anchura, Inflorescencia en panícula de 4 a 8 cm de largo. Flores sésiles; hipanto de 2,5 a 2,6 mm; pétalos de 2,1 a 2,3 mm de largo y de ancho. Frutos externamente blanquecinos y azulados en el interior al madurar.